# Jikradia krameri
Jikradia krameri är en insektsart som beskrevs av Nielson 1979. Jikradia krameri ingår i släktet Jikradia och familjen dvärgstritar. Inga underarter finns listade i Catalogue of Life.